# Арахисовое рагу
Арахисовое рагу или арахисовое стью, также  maafe, (Волоф: mafé, maffé, maffe), (фр. sauce d'arachide), (англ. peanut stew, groundnut stew), tigadèguèna или domoda — рагу с арахисом, которое является основным продуктом питания в Западной Африке. Для особого вкуса и питательности, при создании соуса в рагу из мяса и овощей добавляют арахисовую пасту, арахисовое масло или измельченный арахис.
Происходит от народа мандинка и бамбара в Мали.
Правильное название для него на языке мандинка — domodah или tigadegena (букв. «соус с арахисовым маслом», где tige — «арахис», dege — «паста», а na — «соус») по-бамананкански. 
Domodah также используется гамбийцами, будучи заимствованным из языка мандинка. В Сенегале domodah или domoda относится к загущенному мукой супу или рагу, в отличие от мафе, в котором используется арахисовая паста. Это любимое блюдо среди нескольких этнических групп Сенегала и Гамбии. С расширением выращивания арахиса в колониальный период, маафе также стал популярным блюдом в Западной Африке, даже за пределами Западной Африки, например, в Камеруне и Франции.
Варианты блюда появились в кухнях народов Западной и Центральной Африки. Он похож на арахисовый суп, может иметь более густую консистенцию. Сделанный из баранины, говядины, курицы или без мяса, маафе готовят с соусом на основе арахиса, особенно арахисового масла / пасты, и помидоров.
Арахисовая паста иногда используется в качестве ингредиента. В Гане рагу из арахиса часто подается с фуфу.

## Варианты
Рецепты рагу сильно различаются, но обычно включают курицу, помидоры, лук, чеснок, капусту и листовые овощи или корнеплоды. Другие варианты включают бамию, кукурузу, морковь, корицу, острый перец, паприку, чёрный перец, куркуму, тмин и другие специи. Маафе традиционно подают с белым рисом (в Сенегале, Мавритании и Гамбии), fonio или to (пшённое тесто) в Мали , tuwo or omo tuo (рисовое или пшённое тесто) в Северной Нигерии, Нигере и Северной Гане, кускус (так как Западная Африка граничит с Сахарой и странами Северной Африки), или фуфу и сладкий картофель в тропических районах, таких как Кот-д'Ивуар. Умбидо — это вариант с использованием зелени, а ганский маафе готовится из варёных яиц. Вариант рагу, «арахисовый суп из Вирджинии», был привезён порабощенными африканцами в Северную Америку.

## Гамбия
Домода — разновидность рагу из арахиса, распространенная в Гамбии. Домода готовится из молотого арахиса или арахисового масла, мяса, лука, помидоров, чеснока, сезонных овощей и специй. Оно был описано как одно из национальных блюд Гамбии. Домода обычно подается с рисом, а также иногда с финди, крупой, похожей на кускус по консистенции.

## Галерея

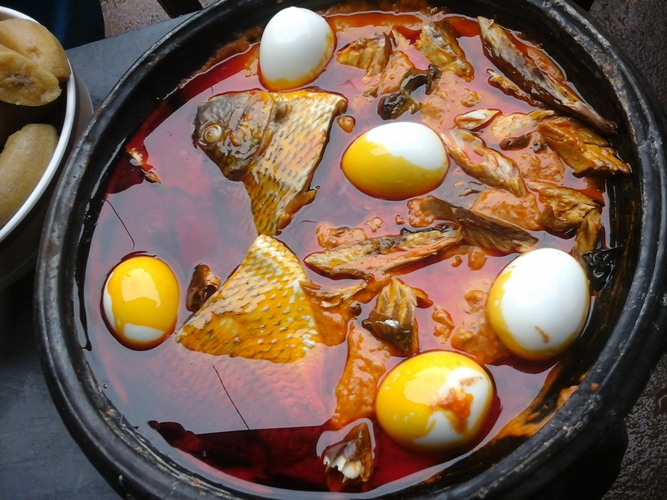
Рагу из арахиса, приготовленное из обжаренной арахисовой пасты, рыбы, яиц и горячего пальмового масла
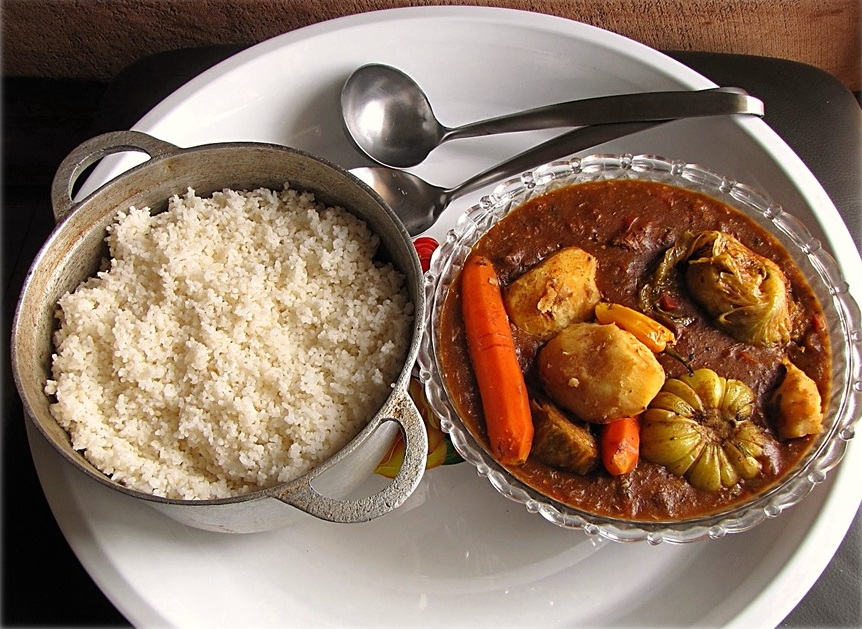
Домода с рисом

## См.также
- Арахисовый соус